# Ministeri de Finances d'Andorra
El Ministeri de Finances d'Andorra és el departament ministerial del Govern d'Andorra encarregat de regular el sector financer. El ministre de Finances actual és Ramon Lladós Bernaus.

## Composició

### Departament d'Intervenció General
El Departament d'intervenció General és el centre director de la comptabilitat administrativa i s'encarrega de fiscalitzar els actes de l'Administració, d'acord amb les normes establertes dins del marc de la comptabilitat pública.
Cap de departament: Sra. Meritxell Bonell Tuset, Interventora General

### Departament de Pressupost i Patrimoni
El Departament de Pressupost i Patrimoni, elabora les propostes de pressupost, gestiona l'execució pressupostària i el patrimoni de l'Administració.
Cap de departament: Sr. Salustià Chato Ciprés, Director

### Departament de Tributs i de Fronteres
El Departament de Tributs i de Fronteres és l'organització administrativa responsable de l'aplicació efectiva del sistema tributari de l'Administració general i del sistema duaner, i de les gestions que es puguin establir per llei o conveni amb altres administracions i estats.
Cap de departament: Sr. Albert Hinojosa Besolí, Director General

## Departaments

### Departament d'Intervenció General
La missió general del departament és la fiscalització dels actes de l'Administració tot vetllant perquè es compleixin les normes establertes en el marc de la comptabilitat pública.
Mitjançant la interrelació amb tots el departaments de l'Administració revisa els registres comptables d'ingressos i despeses, forma i redacta els comptes generals i sotmet a Govern el pla general de comptabilitat pública que determina l'estructura, la justificació, la tramitació i l'obligació de retre comptes que han de ser aprovats al Consell General.
El departament és titular dels controls de legalitat, d'oportunitat econòmica i financer i amb relació a la contractació d'obres, serveis, subministraments i adquisicions dictamina sobre els projectes de contractes i adquisicions de tota mena.

### Departament de Pressupost i Patrimoni
La missió del departament és coordinar i gestionar l'elaboració del Pressupost de despeses i ingressos del Govern d'Andorra, així com el control de la seva execució, la gestió de les assegurances de Govern, el manteniment de l'inventari dels béns de l'Administració i la coordinació de la comptabilització del Patrimoni de Govern.
El departament està organitzat en dues àrees, la pressupostària i la patrimonial, cadascuna de les quals té atribuïdes diverses funcions.

### Departament de Tributs i de Fronteres
El Departament de Tributs i de Fronteres és l'organització administrativa responsable de l'aplicació efectiva del sistema tributari de l'Administració general i del sistema duaner, i de les gestions que es puguin establir per llei o conveni amb altres administracions i estats.

## Llista de ministres de Finances
| Legislatura                                        | Nom                                               | Nom                                               | Inici mandat                                      | Fi mandat                                         | Partit polític                                    | Partit polític                                    |
| Ministeri de Finances, Comerç i Indústria (-1992)  | Ministeri de Finances, Comerç i Indústria (-1992) | Ministeri de Finances, Comerç i Indústria (-1992) | Ministeri de Finances, Comerç i Indústria (-1992) | Ministeri de Finances, Comerç i Indústria (-1992) | Ministeri de Finances, Comerç i Indústria (-1992) | Ministeri de Finances, Comerç i Indústria (-1992) |
| -------------------------------------------------- | ------------------------------------------------- | ------------------------------------------------- | ------------------------------------------------- | ------------------------------------------------- | ------------------------------------------------- | ------------------------------------------------- |
| 1989–1992                                          |                                                   | Jaume Bartumeu Cassany                            | 22 de gener de 1990                               | 8 de maig de 1992                                 |                                                   | Independent                                       |
| Ministeri de Finances (1992-2009)                  |                                                   |                                                   |                                                   |                                                   |                                                   |                                                   |
| constituent                                        |                                                   | Josep Casal Casal                                 | 8 de maig de 1992                                 | 22 de desembre de 1994                            |                                                   | Agrupament Nacional Democràtic                    |
| I                                                  |                                                   | Josep Casal Casal                                 | 8 de maig de 1992                                 | 22 de desembre de 1994                            |                                                   | Agrupament Nacional Democràtic                    |
|                                                    | Susagna Arasanz Serra                             | 22 de desembre de 1994                            | 12 d'abril de 2001                                |                                                   | Partit Liberal d'Andorra                          |                                                   |
| II                                                 | Susagna Arasanz Serra                             | 22 de desembre de 1994                            | 12 d'abril de 2001                                |                                                   | Partit Liberal d'Andorra                          |                                                   |
| III                                                |                                                   | Mireia Maestre Cortadella                         | 12 d'abril de 2001                                | 7 de juny de 2005                                 | Partit Liberal d'Andorra                          |                                                   |
| IV                                                 |                                                   | Ferran Mirapeix Lucas                             | 7 de juny de 2005                                 | 8 de juny de 2009                                 | Partit Liberal d'Andorra                          |                                                   |
| Ministeri d'Economia i Finances (2009-2011)        |                                                   |                                                   |                                                   |                                                   |                                                   |                                                   |
| V                                                  |                                                   | Pere López Agràs                                  | 8 de juny de 2009                                 | 13 de maig de 2011                                |                                                   | Partit Socialdemòcrata                            |
| Ministeri de Finances i Funció Pública (2011-2015) |                                                   |                                                   |                                                   |                                                   |                                                   |                                                   |
| VI                                                 |                                                   | Jordi Cinca Mateos                                | 13 de maig de 2011                                | 1 d'abril de 2015                                 |                                                   | Demòcrates per Andorra                            |
| Ministeri de Finances (2015-actualitat)            |                                                   |                                                   |                                                   |                                                   |                                                   |                                                   |
| VII                                                |                                                   | Jordi Cinca Mateos                                | 1 d'abril de 2015                                 | 22 de maig de 2019                                |                                                   | Demòcrates per Andorra                            |
| VIII                                               |                                                   | Èric Jover Comas                                  | 22 de maig de 2019                                | en el càrrec                                      |                                                   | Demòcrates per Andorra                            |